# Blas Martínez de Obregón

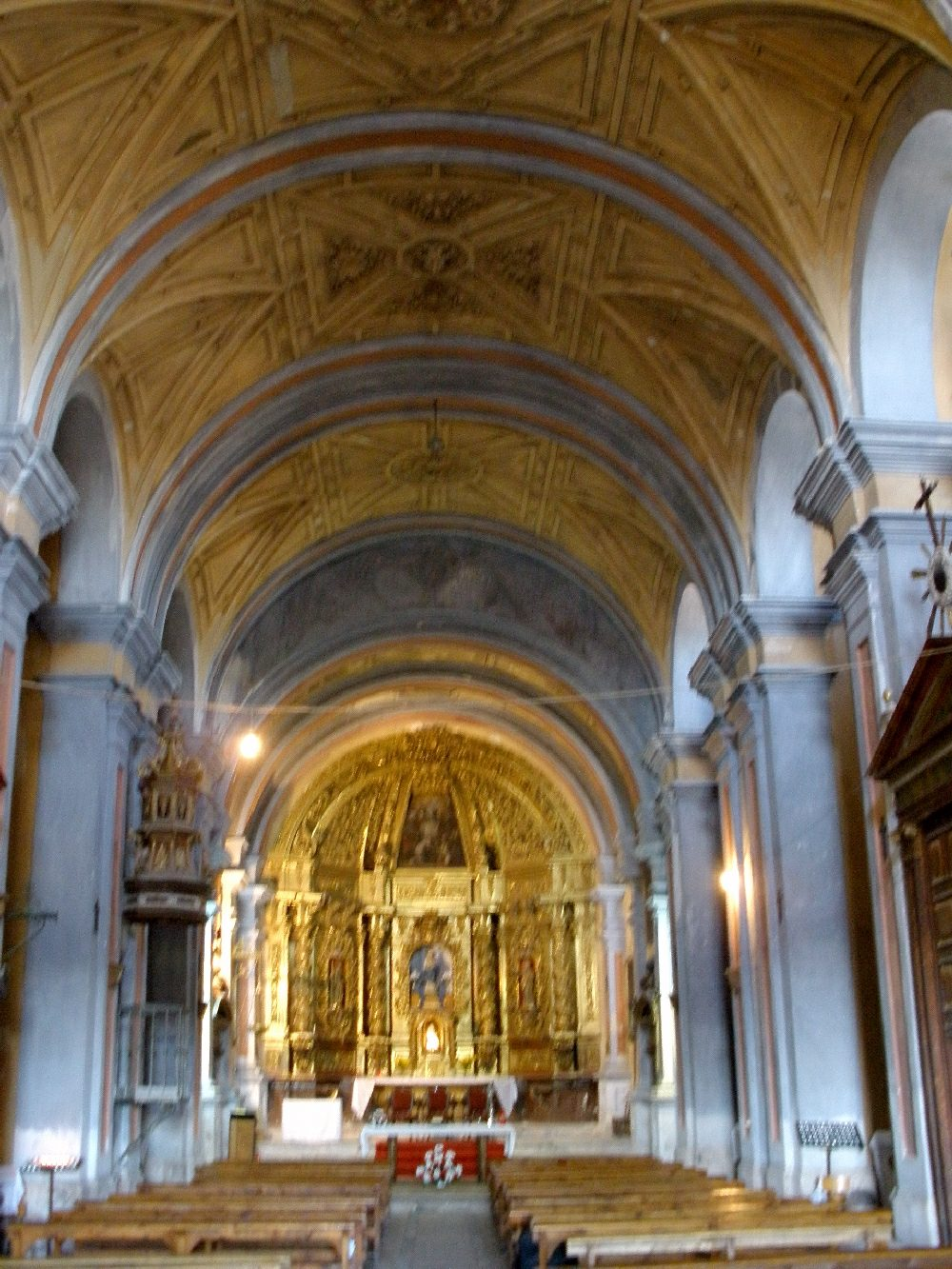
Vista de la nave de la iglesia de Santa María de la Cuesta de Cuéllar (Segovia), con el retablo de Martínez de Obregón al fondo.

Blas Martínez de Obregón fue un escultor, ensamblador y maestro arquitecto vallisoletano de finales del siglo XVII destacado por su faceta como retablista.
Estuvo casado con María Román, que a veces aparece en los contratos de obra como su fiadora.

## Obras
- 1678. Retablo de Nuestra Señora de la Consolación para la iglesia de San Juan Bautista de Valladolid.[1]
- 1680-1691. Retablo mayor y colaterales para el convento de San Quirce de Valladolid.[2]
- 1694. Retablo mayor de estilo barroco para la iglesia de Santiago Apóstol de Villalba de los Alcores (Valladolid).[3]
- 1697. Retablo mayor de la iglesia de Nuestra Señora de la Visitación de Villanueva de Duero (Valladolid).
- Retablo mayor de la iglesia de Santa María de la Cuesta de Cuéllar (Segovia), junto a Juan Correas.[4]